# Аммерсбек
Аммерсбек (нем. Ammersbek) — община в Германии, в земле Шлезвиг-Гольштейн.
Входит в состав района Штормарн.  Население составляет 9386 человек (на 31 декабря 2010 года). Занимает площадь 17,71 км².